# Judith Weir
Judith Weir (1954) es una compositora escocesa reconocida por sus partituras de teatro musical.

## Biografía
En su adolescencia formó parte de la National Youth Orchestra y a continuación estudió con Robin Holloway en el King's College de Cambridge.
Ha sido compositora asociada de la Orquesta Sinfónica de la Ciudad de Birmingham entre 1995 y 1998, y de la BBC de Londres. Fue directora artística del Festival Spitalfields de Londres entre 1995 y 2000. Ha recibido, entre otros, el premio del Círculo de Críticos de Londres en 1994 y el Stoeger Prize del Lincoln Center en 1997. 

## Obras
Sus primeras composiciones fueron Out of the Air (1976) y King Harald's Saga (1979). Su interés por las fuentes musicales alternativas, especialmente por la música popular china, serbia, escocesa y española, le llevó a componer piezas como The Consolation of Scholarship (1985), A Night at the Chinese Opera (1987), el drama musical Heaven Ablaze in His Breast (1989) y las dos óperas The Vanishing Bridegroom (1990) y Blond Eckbert (1994). Entre sus obras recientes figuran The welcome arrival of rain y Tiger Under the Table.

### Óperas
- The Black Spider (6-03-1985, Canterbury)
- The Consolations of Scholarship (5-05-1985, Durham)
- A Night at the Chinese Opera (8-07-1987, Cheltenham)
- The Vanishing Bridegroom (1990, Glasgow)
- Blond Eckbert (20-04-1994, Londres)
- Armida (2005)
- Miss Fortune (Achterbahn) (21-07-2011, Bregenzer Festspiele, coproducción con la Royal Opera, Covent Garden, Londres; en inglés con subtítulos en alemán).

### Otras obras notables
- King Harald's Saga (1979; soprano, que canta ocho roles)
- Concierto para piano (1997)
- We Are Shadows (1999; coro y orquesta)
- woman.life.song (2000; estrenada por Jessye Norman en el Carnegie Hall)
- The welcome arrival of rain (2001; orquesta)
- Tiger Under the Table (2002; conjunto camerístico)
- Piano Trio Two (2003-2004)

## Discografía selecta
Entre las grabaciones realizadas por Judith Weir destacan las siguientes:
- 1979 - King Harald’s Saga (Cala CACD88040, Signum Classics: SIGCD087)
- 1987 - A Night at the Chinese Opera (NMC D060)
- 1991 - On Buying a Horse: The songs of Judith Weir On Buying a Horse; Ox Mountain Was Covered by Trees; Songs from the Exotic; Scotch Minstrelsy; The Voice of Desire; A Spanish Liederbooklet; King Harald's Saga; Ständchen. Susan Bickley (mezzosoprano), Andrew Kennedy (tenor), Ailish Tynan (soprano), Ian Burnside (piano) (Signum SIGCD087)
- 1993 - Blond Eckbert Nicholas Folwell (barítono), Blond Eckbert; Anne-Marie Owens (mezzosoprano), Berthe; Christopher Ventris (tenor), Walther / Hugo / An Old Woman; Nerys Jones (soprano), A bird; Chorus and Orchestra of English National Opera; Siân Edwards (director) (Collins Classics: CD14612 / NMC: NMC D106)
- 1997 - Piano Concerto; Distance and Enchantment; various other chamber works (NMC D090)